# Vic-le-Fesq
Vic-le-Fesq ist eine Gemeinde im französischen Département Gard in der Region Okzitanien. Sie gehört zum Kanton Quissac und zum Arrondissement Le Vigan. Sie grenzt im Nordwesten an Orthoux-Sérignac-Quilhan, im Norden an Cannes-et-Clairan, im Nordosten an Crespian, im Osten an Combas, im Süden an Fontanès und im Südwesten an Lecques. Vic-le-Fesc wird im Südwesten vom Küstenfluss Vidourle und seinen Zuflüssen Courme und Doulibre tangiert.

## Bevölkerungsentwicklung
| Jahr      | 1962 | 1968 | 1975 | 1982 | 1990 | 1999 | 2008 | 2017 |
| --------- | ---- | ---- | ---- | ---- | ---- | ---- | ---- | ---- |
| Einwohner | 220  | 199  | 231  | 209  | 250  | 295  | 372  | 522  |

## Sehenswürdigkeiten
- Schloss von Vic-le-Fesq, Monument historique

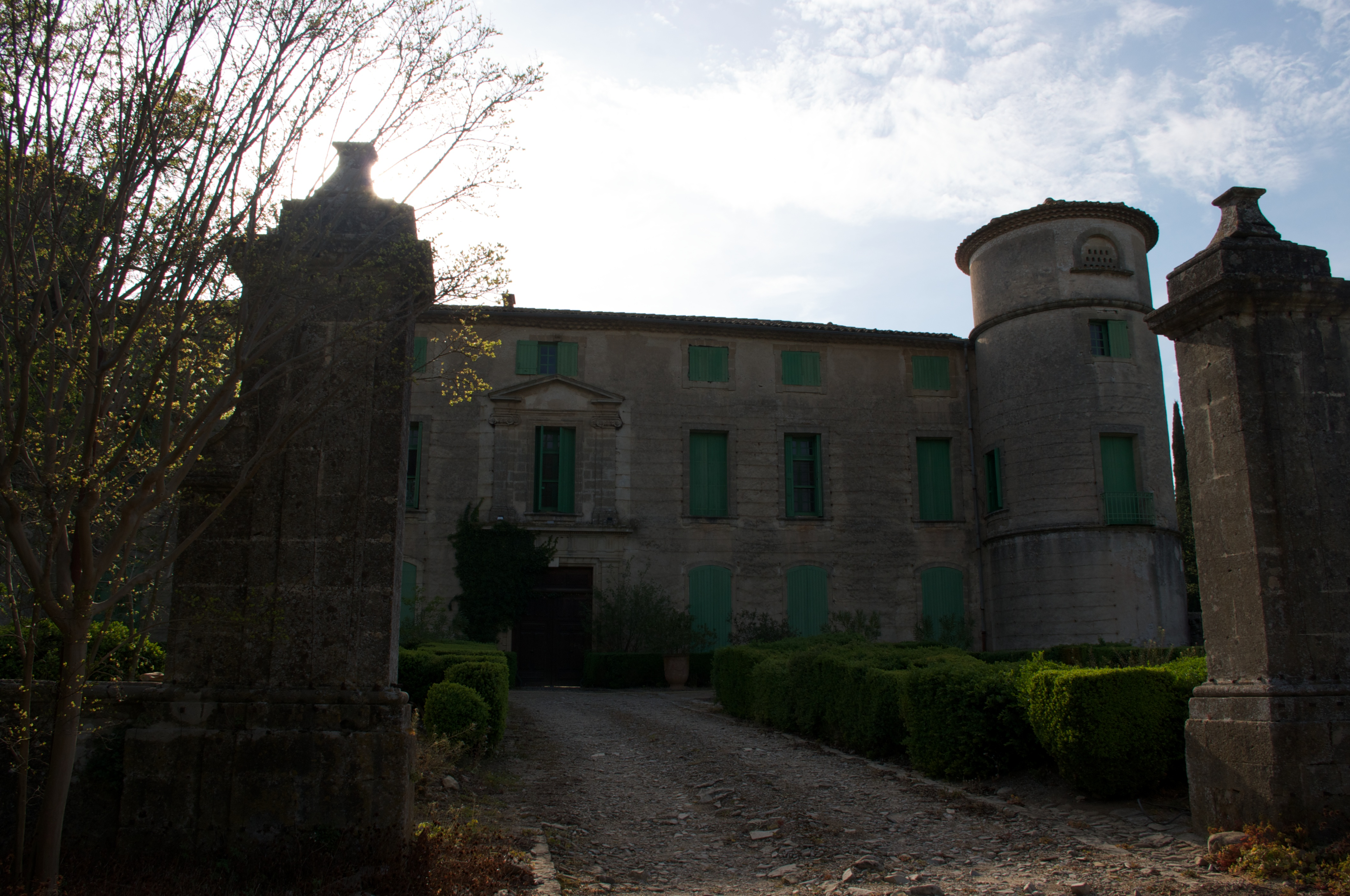
Schloss von Vic-le-Fesq
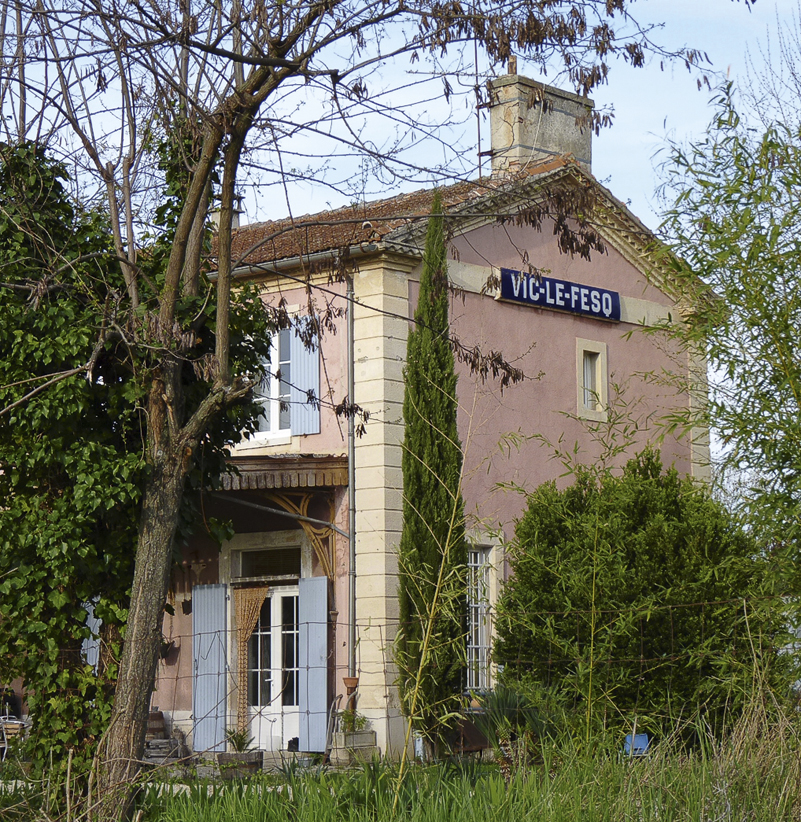
Ehemaliger Bahnhof